# 집 (1986년 드라마)
《집》은 1986년 4월 27일에 MBC TV에서 방영되었던 베스트셀러극장이다.

## 줄거리
사장 딸(송옥숙)과 결혼하기 위해 사장(정욱)의 반대를 무릅쓰고 무리하게 대출을 통해 집을 마련한 성인(박은수)은 그 부담 때문에 쉴 틈도 없다. 집 문제로 아내와 늘 다툼이 잦았고 별거까지 했다가 아들 때문에 다시 결합한다. 이 와중에 성인은 사업에 뛰어들었다가 실패를 겪는 와중에도 집 값을 갚아 나가지만 힘에 벅차다. 아내 역시 집 값 완납에 도움이 되기 위해 전공을 살려 레스토랑에서 피아노 연주를 하게 되는데...

## 출연
- 박은수
- 송옥숙
- 정욱
- 김인문
- 김연자
- 남영진
- 김성찬
- 유판웅
- 최선균
- 김지영
- 서권순
- 강미
- 한규희
- 이운우
- 이창환
- 김혜정
- 맹상훈
- 송영웅
- 문용민